# روبرت بورنس ويلسون
روبرت بورنس ويلسون (بالإنجليزية: Robert Burns Wilson)‏ هو رسام أمريكي، ولد في 30 أكتوبر 1850 في باركر في الولايات المتحدة، وتوفي في 31 مارس 1916 في بروكلين في الولايات المتحدة.